# Catagonalia conjunctula
Catagonalia conjunctula är en insektsart som först beskrevs av Henry Fairfield Osborn 1926.  Catagonalia conjunctula ingår i släktet Catagonalia och familjen dvärgstritar. Inga underarter finns listade i Catalogue of Life.